# Elias Lindholm
Elias Lindholm (* 2. Dezember 1994 in Boden) ist ein schwedischer Eishockeyspieler, der seit Juli 2024 bei den Boston Bruins in der National Hockey League unter Vertrag steht. Zuvor war der Center fünf Jahre für die Carolina Hurricanes aktiv, die ihn im NHL Entry Draft 2013 an fünfter Position ausgewählt hatten, und spielte anschließend von 2018 bis 2024 bei den Calgary Flames. Mit der schwedischen Nationalmannschaft gewann er die Goldmedaille bei der Weltmeisterschaft 2017.

## Karriere

### Anfänge in Schweden
Elias Lindholm wuchs im schwedischen Gävle auf und spielte in seiner Jugend für den Gävle Godtemplares IK. Mit 14 Jahren wechselte er zur Saison 2009/10 in die Nachwuchsabteilung des Brynäs IF, wo er bereits in seiner ersten Saison für die U16- und U18-Auswahl auflief. In der folgenden Saison absolvierte er sein Debüt in der J20 SuperElit, der höchsten schwedischen Juniorenliga. Dort gelang ihm in der Saison 2011/12 der Durchbruch, als er mit 49 Punkten aus 36 Spielen bester Scorer aller U18-Spieler war. Zudem wurde er als bester Stürmer der Liga ausgezeichnet.
Gleichzeitig wurde Lindholm erstmals in den Elitserien-Kader des Brynäs IF berufen und gab am 3. Dezember 2011 sein Debüt in der höchsten schwedischen Spielklasse. Obwohl er in insgesamt 14 Einsätzen ohne Punkt blieb, wurde er schließlich mit der Mannschaft den Schwedischen Meister. In der Saison 2012/13 wechselte er dauerhaft in die Elitserien und war der jüngste Spieler im Kader des Brynäs IF. Mit 30 Punkten aus 48 Spielen wurde er gleichzeitig drittbester Scorer des Teams und bester Scorer unter den Elitserien-Junioren. Bei der Wahl zum Rookie des Jahres der Elitserien unterlag er allerdings William Karlsson. Im NHL Entry Draft 2013 wurde Elias Lindholm in der ersten Runde an fünfter Position von den Carolina Hurricanes ausgewählt. Damit war er hinter dem Finnen Aleksander Barkov der am zweithöchsten gedraftete Europäer.

### NHL
Am 15. Juli 2013 unterzeichnete Lindholm einen Einstiegsvertrag über drei Jahre mit den Hurricanes. Nach dem Trainingslager schaffte er auf Anhieb den Sprung in den NHL-Kader und gab sein Debüt am 4. Oktober 2013 gegen die Detroit Red Wings. Sechs Tage später erzielte er sein erstes NHL-Tor beim Sieg gegen die Washington Capitals.
Nach fünf Jahren in der Organisation der Hurricanes wurde Lindholm im Juni 2018 samt Noah Hanifin an die Calgary Flames abgegeben. Im Gegenzug wechselten Dougie Hamilton, Micheal Ferland und Adam Fox nach Carolina. Bei den Flames unterzeichnete der Schwede wenig später einen neuen Sechsjahresvertrag, der ihm ein durchschnittliches Jahresgehalt von 4,85 Millionen US-Dollar einbringen soll. Anschließend verzeichnete er in der Saison 2018/19 mit 78 Punkten aus 81 Spielen seinen bisherigen Karriere-Bestwert und wurde anschließend mit dem Viking Award ausgezeichnet, der den besten schwedischen Spieler in Nordamerika ehrt.
In der Saison 2021/22 erreichte er mit 82 Punkten aus 82 Partien erstmals einen Punkteschnitt von 1,0 pro Spiel und verzeichnete darüber hinaus eine Plus/Minus-Statistik von +61, die ligaweit nur von seinem Teamkollegen Johnny Gaudreau übertroffen wurde (+64). In der Folge wurde Lindholm erstmals gemeinsam mit Patrice Bergeron und Aleksander Barkov für die Frank J. Selke Trophy nominiert, die den besten defensiven Stürmer der NHL ehrt und die letztlich Bergeron erhielt.
Im Januar 2024 wurde Lindholm nach fünfeinhalb Jahren in Calgary an die Vancouver Canucks abgegeben. Im Gegenzug erhielten die Flames Andrei Kusmenko, die Nachwuchsspieler Hunter Brzustewicz und Joni Jurmo, ein Erstrunden- sowie ein konditionales Viertrunden-Wahlrecht im NHL Entry Draft 2024. Aus dem Viertrunden-Wahlrecht sollte eines für die dritte Runde werden, falls die Canucks in den anstehenden Stanley-Cup-Playoffs 2024 das Conference-Finale erreichen, was sich nicht erfüllte. In Vancouver beendete der Schwede die Saison 2023/24 und wechselte anschließend im Juli 2024 als Free Agent zu den Boston Bruins. Dort unterzeichnete er einen neuen Siebenjahresvertrag, der ihm ein durchschnittliches Jahresgehalt von 7,75 Millionen US-Dollar einbringen soll.

### International
Elias Lindholm nahm mit Schweden am Ivan Hlinka Memorial Tournament 2011 teil und gewann mit der Mannschaft die Silbermedaille. Mit sechs Punkten war er dabei zweitbester Scorer des schwedischen Teams hinter Sebastian Collberg. Bei der U18-Junioren-Weltmeisterschaft 2012 war Lindholm Assistenzkapitän der schwedischen Auswahl und führte das Team zur Silbermedaille. Auch bei der U20-Junioren-Weltmeisterschaft 2013 gewann er mit Schweden Silber.
Bei der Weltmeisterschaft 2015 debütierte Lindholm im Senioren-Bereich und erreichte dabei mit der schwedischen Auswahl den fünften Platz. Dem folgte der Gewinn der Goldmedaille bei der Weltmeisterschaft 2017. Nach einer weiteren Teilnahme im Jahr 2019 führte der Stürmer die Tre Kronor bei den Welttitelkämpfen 2025 als bester Torschütze zum Bronzerang. Zudem wurde er ins All-Star-Team gewählt.

## Erfolge und Auszeichnungen
- 2012 Schwedischer Meister mit Brynäs IF
- 2019 Viking Award
- 2024 Teilnahme am NHL All-Star Game

### International
| - 2011 Silbermedaille beim Ivan Hlinka Memorial Tournament - 2012 Silbermedaille bei der U18-Junioren-Weltmeisterschaft - 2013 Silbermedaille bei der U20-Junioren-Weltmeisterschaft - 2014 Silbermedaille bei der U20-Junioren-Weltmeisterschaft | - 2017 Goldmedaille bei der Weltmeisterschaft - 2025 Bronzemedaille bei der Weltmeisterschaft - 2025 Bester Torschütze der Weltmeisterschaft - 2025 All-Star-Team der Weltmeisterschaft |

## Karrierestatistik
Stand: Ende der Saison 2024/25

### International
Vertrat Schweden bei:
| - Ivan Hlinka Memorial Tournament 2011 - World Junior A Challenge 2011 - U18-Junioren-Weltmeisterschaft 2012 - U20-Junioren-Weltmeisterschaft 2013 - U20-Junioren-Weltmeisterschaft 2014 | - Weltmeisterschaft 2015 - Weltmeisterschaft 2017 - Weltmeisterschaft 2019 - 4 Nations Face-Off 2025 - Weltmeisterschaft 2025 |

(Legende zur Spielerstatistik: Sp oder GP = absolvierte Spiele; T oder G = erzielte Tore; V oder A = erzielte Assists; Pkt oder Pts = erzielte Scorerpunkte; SM oder PIM = erhaltene Strafminuten; +/− = Plus/Minus-Bilanz; PP = erzielte Überzahltore; SH = erzielte Unterzahltore; GW = erzielte Siegtore; 1 Play-downs/Relegation; Kursiv: Statistik nicht vollständig)

## Familie
Lindholms Vater Mikael Lindholm ist ein ehemaliger Eishockeyspieler, der 404 Elitserien- und 18 NHL-Spiele absolvierte. Sein Cousin Calle Järnkrok ist ebenfalls professioneller Eishockeyspieler. Elias Lindholm ist nicht mit Hampus Lindholm verwandt.